# Istarska književna kolonija „Grozd”
Istarska književna kolonija „Grozd” (IKK “Grozd”) utemeljena je 6. lipnja 1986. godine na inicijativu književnika Alda Klimana i nekolicine tadašnjih aktivista Čakavskog sabora, a s radom je započela pod nazivom Istarska književna kolonija, unutar Pulske katedre te značajne istarske kulturne organizacije. Dometak u njezinu nazivu „Grozd” prihvaćen je godinu dana kasnije na prijedlog uglednog povjesničara književnosti i slavista akademika Josipa Bratulića, a trebao je simbolično višeslojno asocirati na Istru, njezin zemljopisni oris, njezinu multikulturalnost i na povezanost njezinih „bobica”, brojnih književnih stvaralaca u jedinstven kreativni grozd. IKK „Grozd”, kako je glasio njezin popularniji skraćeni naziv, intenzivno je djelovala do konca 1990. Njen prvi predsjednik bio je književnik Aldo Kliman (1986. – 1988.), a u razdoblju 1989. – 1990. predsjednik joj je bio dizajner i istaknuti istarski kulturni djelatnik Armando Debeljuh. Tijekom 1989./1990. godine IKK „Grozd” će se postupno prestrukturirati u neovisnu profesionalnu izdavačku kuću “Libar od grozda”, čime je prestao rad Istarske književne kolonije „Grozd” kao književničke organizacije. 
Cilj osnivanja Istarske književne kolonije „Grozd”, koja će vrlo kratko, tijekom 1986. godine, djelovati unutar Pulske katedre Čakavskog sabora a zatim se izdvojiti kao samostalna katedra, bio je davanje nove dimenzije inače bogatom svekolikom književnom životu u Istri, osobito na planu čvršćeg povezivanja i suradnje književnih djelatnika unutar istarskog zavičajnog književnog kruga, ali i s autorima iz ostalih krajeva Hrvatske i ondašnje države Jugoslavije. Utemeljujući IKK „Grozd” gotovo istodobno s gašenjem tada jedinoga profesionalnog hrvatskog nakladnika u Istri „Istarske naklade” iz Pule, namjera je osnivača bila da se izdavaštvu u Istri daju novi i kvalitetniji impulsi, u čemu se i uspjelo nizom hvalevrijednih izdavačkih projekata, među kojima svakako najzapaženije mjesto zauzima kritičko izdanje Istarskog razvoda koji je doživio tri uzastopna izdanja tijekom 1988. i 1989. godine. Osim toga, Istarska književna kolonija „Grozd” preuzela je na sebe i dalje izdavanje tradicionalnog istarskog koledara Franina i Jurina (utemeljenog 1922.), koji je gašenjem „Istarske naklade” naglo ostao bez izdavača. Tijekom nekoliko godina djelovanja Istarske književne kolonije „Grozd” održan je značajan broj zapaženih književnih susreta, predstavljanja knjiga i autora, osobito istaknutijih imena onodobne istarske zavičajne književnosti, tako da je ona u stanovitoj mjeri ispunjavala i ulogi književničke organizacije u vrijeme dok još nije bio utemeljen Istarski ogranak Društva hrvatskih književnika (2. srpnja 1990.).
Početak rada Istarske književne kolonije „Grozd” svečano je označen 8. lipnja 1986. godine održavanjem bogatog kulturno-umjetničkog programa u Svetvinčentu u Kaštelu Grimani, uz sudjelovanje tridesetak pjesnika, s nastupom brojnih folklornih grupa i solista, te u nazočnosti uglednih javnih djelatnika, književnih stvaralaca i istaknutih kulturnih djelatnika Istre, Hrvatske i tadašnje države Jugoslavije, među kojima i velik broj sveučilišnih profesora iz cijele zemlje. Tim se aktivnostima željelo pomoći i Svetvinčentu u čijem se kaštelu Grimani u dogledno vrijeme planiralo uređenje sjedišta kolonije, ne bi li se kontinuiranim kvalitetnim kulturnim aktivnostima i raznolikim društvenim sadržajima svratila veća pozronost javnosti ne samo na taj impresivni ali tada poprilično zapušteni kaštel, već i na ostale vrijedne kulturno-historijske spomenike Svetvinčenta i njegove okolice. I taj će doista vrlo uspješan početak djelovanja Istarske književne kolonije „Grozd” uskoro dobiti impresivan nastavak u seriji književno-znanstvenih skupova koji su uslijedili u razdoblju od 1987. do 1990. godine, na koncu poprimivši i karakteristike međunarodnih manifestacija, s velikim odjekom u tiskanim i elektroničkim medijima te u kulturnoj i široj društvenoj javnosti u Hrvatskoj i onodobnoj državi.

## Kniževno-znanstveni skupovi

#### „Polemika na jugoslavenskom književnom poprištu”
Prvi književno-znanstveni skup u organizaciji IKK “Grozd” održan je u Svetvinčentu 12. i 13. lipnja 1987. godine u Kaštelu Grimani i svetvinčentskoj loggi na temu “Polemika na jugoslavenskom književnom poprištu”. Moderatori skupa bili su književnici Predrag Matvejević i Ciril Zlobec. Na skupu su sa svojim izlaganjima, osim Matvejevića (“O polemici danas i ovdje”) i Zlobeca (“Jedinstvo u razlikama”), nastupili i Branimir Bošnjak (“Kultura dijaloga”), Petar Strčić (“Polemike u svjetlu povijesti”), Džemaludin Alić (“Smisao književne polemike”), Tone Pavček (“Polemika - suočenje različitosti i putovanje prema istini”), Ivan Krtalić (“Polemika kao žanr”), Jovica Aćin (“Skrivena otvorena forma / Slučaj polemičkog iskaza pod prismotrom”), Tonko Maroević (“Protiv polemike”), Jaša Zlobec (“Vratiti polemici dignitet individualnosti”), Milan Rakovac (“Lijevo i desno”), Ratko Peković (“Posleratno književno poprište između politike i estetike”), Branimir Donat (“Polemika kao kušnja slobode”), Ranko Sladojević (“Književnici u političkim i ostalim polemikama”), Danilo Kocevski (Polemika između umjetnosti i politike”), Želidrag Nikčević (“Zašto nas polemike ničemu ne uče”), Romano Ugussi (“Gramsci i filozofska polemika”), Josip Bratulić (“Polemika Nikole Modruškoga o glagoljici”), Gojko Tešić (“Polemike oko avangarde”), Stjepan Vukušić (“Riječ-dvije o šimićevskoj implicitnoj polemici”), Béla Csorba (“Polemika na kulturnom prostoru jugoslovenskih Mađara”), Slobodan Kalezić (“Polemika je masovna pojava”), Mensur Raifi (“Albanski kompleks i albanska književnost”), Milivoj Nenin (“Polemike beogradskih nadrealista”), Slavko Lebedinski (“Uvežbavanje svađe ili polemika u oko”), Mirjana Strčić (“Počeci književne polemike u Istri do 1914. godine”), Nelida Milani Kruljac (“Razmišljanja o jezičnom stanju u Istri”), Vera Glavinić (“Nekoliko napomena o istarskoj kulturi/literaturi”). U završnoj raspravi sudjelovali su: Rade Peleš, Ratko Peković, Gojko Tešić, Predrag Matvejević, Giacomo Scotti, Tonko Maroević, Ranko Sladojević, Jovica Aćin, Ivan Krtalić, Petar Strčić i Branimir Bošnjak.
(Svi prilozi sa skupa “Polemika na jugoslavenskom književnom poprištu” i cjelovita bibliografija njegovih odjeka u medijima objavljeni su u tematskom broju časopisa “Istra”, br. 1-2, Naučna biblioteka, Pula, 1988. Izvještaje i tematske priloge sa skupa u Svetvinčentu emitirali su Televizija Zagreb, Radio Zagreb, Televizija Ljubljana i Radio Koper).

#### „Pismo i slika”
Drugi književno-znanstveni skup u organizaciji IKK “Grozd” održan je u Grožnjanu od 9. do 11. lipnja 1988. godine na temu “Pismo i slika”. Na skupu su sudjelovali Marijan Radmilović (“Novi ferment za budućnost”), Božo Rudež (“Pismo i slika - kreativna čarolija“), Tonko Maroević (“Što je riječ slici i što je slika riječi?” i “Riječ i slika / Povijesni pregled na marginama estetike”), Miodrag B. Protić (“Pismo i slika kao odnos kritike i dela”), Radovan Ivančević (“Riječ slikom - slika riječju”), Draško Ređep (“Magija razdaljine”), Giulio Montenero (“Kamenje govori”), Ranko Munitić (“Slikovno pismo XX. stoljeća”), Igor Mandić (“TV kao mandala”), Jovica Aćin (“Fotomogana”), Vlada Urošević (“Nadrealistička slika u poeziji i slikarstvu”), Ante Stamać (“Enformel i pjesništvo šezdesetih godina”), Branimir Bošnjak (“Diskurzivno i slikovno pismo u suvremenoj hrvatskoj poeziji”), Ješa Denegri (“Jedan primjer između pisma i slike: Mangelos”), Zvonko Maković (“Anselm Kiefer: Poezija, mitologija, kronika”), Zoltán Sebök (“O jeziku i konkretnoj poeziji”), Sreten Petrović (“Socio-psihološka uslovljenost recepcije likovnog dela”), Nenad Miščević (“Radikalna interpretacija”), Ferid Muhić (“Podešavanje duše / o ulozi pisma i slike u autentičnom umjetničkom doživljaju”), Matjaž Potrč (“Naturalizirana estetička teorija”), Katica Ćulavkova (“Riječ kao slika / Jezik bezličan i ličan”), Vanda Božičević (“Jezično i slikovno značenje”), Nina Kudiš (“Stil - klasična teorija i novi prijedlog”), Josip Bratulić (“Glagoljica: pismo, znak, slika”), Miroslav Bertoša (“Dies illa”: Thanatos kao literarna i vizualna predstava), Sergio Molesi (“Tršćanski pjesnik Virgilio Giotti između slike i riječi”), Daniel Načinović (“Venier Trevisanus pinxit”), Loredana Bogliun (“Traženje slike”) i Željko Sušek (“Za novu glagoljičku praksu”).
(Svi prilozi sa skupa “Pismo i slika” i cjelovita bibliografija njegovih odjeka u medijima objavljeni su u tematskom broju časopisa “Istra”, br. 5-6, Naučna biblioteka, Pula, 1988. Izvještaje i tematske priloge sa skupa u Grožnjanu emitirali su Radio Zagreb, Televizija Zagreb, Televizija Koper, Radio Ljubljana, Radio Novi Sad, Radio Skopje, Radio Pula, Radio France-culture, Paris).

#### „Kultura kao represija”
Treći književno-znanstveni skup u organizaciji IKK “Grozd” održan je u proljeće 1989. godine u Motovunu na temu “Kultura kao represija”. Na skupu su sudjelovali Zvane Črnja (“Povijesni uzmak čakavštine”), Ferid Muhić (“Prokrustova postelja kulture”), Gligor Čemerski (“Budilica ispod jastuka”), Fadil Hadžić (“Inteligencija na brisanom prostoru”), Aldo Paquola (“Kultura kao igra totalitarnosti”), Ranko Munitić (“Vozači i kočničari”), Josip Bratulić (“Književnost i smrt”), Željko Grbac (“Sukobi tradicijskog u kulturi sa zbiljom”), Jaša Zlobec (“Intelektualac kao dobrovoljno oruđe represije”), Kim Mehmeti (“Nedjelotvorna cenzura i djerlotvorna cenzura”), Milan Rakovac (“Lutke o vlastitom konopcu”), Branimir Bošnjak (“Kultura kao dio ideološke dekonstrukcije svijeta”), Juan Octavio Prenz (“Mistifikacija kulture”); Miroslav Bertoša nije sudjelovao na skupu ali je dostavio svoj tekst (Pod “uništavajućim brdožderom povijesti”) i Jovica Aćin nije sudjelovao na skupu ali je dostavio svoj tekst (“Žrtve / tri zapisa”).
Svi prilozi sa skupa “Kultura kao represija” objavljeni su u tematskom broju časopisa “Istra”, br. 3 (svezak 118., nova serija), Libar od grozda, Pula, 1990.

#### „Balkanski mislilac”
Četvrti i ujedno posljednji književno-znanstveni skup u organizaciji IKK “Grozd” održan je prosincu 1990. godine u Istarskom narodnom kazalištu u Puli na temu “Balkanski mislilac”. Na skupu su sudjelovali Tonko Maroević, Mirko Kovač, Filip David, Miroslav Bertoša, Jevrem Brković, Drago Roksandić, Ferid Muhić.